# Conrad Landry
Pour les articles homonymes, voir Landry.
Conrad Landry, né en 1938 et mort le 29 octobre 2022,, est un directeur d'école et un homme politique canadien.

## Biographie
Conrad Landry est né à Memramcook, au Nouveau-Brunswick. Il a deux enfants.
Il a été député de Kent-Nord à l'Assemblée législative du Nouveau-Brunswick de 1982 à 1995 en tant que libéral. Il est aussi procureur général de 1987 à 1991.
Il est membre du Club Richelieu.